# Marathon van Berlijn 2017
De marathon van Berlijn 2017 vond plaats op zondag 24 september 2017. Het was de 44e editie van deze marathon.
De wedstrijd werd bij de mannen gewonnen door de Keniaan Eliud Kipchoge in 2:03.03. Diens landgenote Gladys Cherono was het snelste bij de vrouwen; zij won de wedstrijd in 2:20.23.

## Uitslagen
Mannen
| rang   | naam            | land  | tijd    |
| ------ | --------------- | ----- | ------- |
| Goud   | Eliud Kipchoge  | Kenia | 2:03.32 |
| Zilver | Guye Adola      | ETH   | 2:03.46 |
| Brons  | Mosinet Geremew | ETH   | 2:06.09 |
| 4      | Felix Kandie    | KEN   | 2:06.13 |
| 5      | Vincent Kipruto | KEN   | 2:06.14 |
| 6      | Yuta Shitara    | JPN   | 2:09.03 |
| 7      | Hiroaki Sano    | JPN   | 2:11.24 |
| 8      | Ryan Vail       | USA   | 2:12.40 |
| 9      | Liam Adams      | AUS   | 2:12.52 |
| 10     | Jonathan Mellor | GBR   | 2:12.57 |

Vrouwen
| rang   | naam              | land | tijd    |
| ------ | ----------------- | ---- | ------- |
| Goud   | Gladys Cherono    | KEN  | 2:20.23 |
| Zilver | Ruti Aga          | ETH  | 2:20.41 |
| Brons  | Valary Aiyabei    | KEN  | 2:20.53 |
| 4      | Helen Tola        | ETH  | 2:22.51 |
| 5      | Anna Hahner       | GER  | 2:28.32 |
| 6      | Catherine Bertone | ITA  | 2:28.34 |
| 7      | Sonia Samuels     | GBR  | 2:29.34 |
| 8      | Azucena Diaz      | ESP  | 2:30.31 |
| 9      | Catarina Ribeiro  | POR  | 2:33.13 |
| 10     | Kim Dillen        | NED  | 2:33.24 |

1974 ·
1975 ·
1976 ·
1977 ·
1978 ·
1979 ·
1980 ·
1981 ·
1982 ·
1983 ·
1984 ·
1985 ·
1986 ·
1987 ·
1988 ·
1989 ·
1990 ·
1991 ·
1992 ·
1993 ·
1994 ·
1995 ·
1996 ·
1997 ·
1998 ·
1999 ·
2000 ·
2001 ·
2002 ·
2003 ·
2004 ·
2005 ·
2006 ·
2007 ·
2008 ·
2009 ·
2010 ·
2011 ·
2012 ·
2013 ·
2014 ·
2015 ·
2016 ·
2017 ·
2018